# Sturnus
Sturnus este un gen de grauri. După cum se discută mai jos, taxonomia acestui grup este complexă, iar alte autorități diferă considerabil în ceea ce privește speciile pe care le plasează în acest gen. Numele genului Sturnus este latinescul pentru „graur”.
Acest gen are reprezentanți în cea mai mare parte a Eurasiei și o specie, graurul comun (sau graurul european), a fost introdusă în Africa de Sud, America de Nord, Australia și Noua Zeelandă. Speciile reproducătoare mai nordice sunt complet sau parțial migratoare, iernând în regiunile mai calde.

## Taxonomie și sistematică
Genul Sturnus a fost introdus în 1758 de naturalistul suedez Carl Linnaeus în cea de-a zecea ediție a Systema Naturae. Numele genului Sturnus este latinescul pentru „graur”. Dintre cele patru specii incluse de Linnaeus, graurul comun (Sturnus vulgaris) este considerat specia tip.
Graurul comun și graurul unicolor sunt deosebit de strâns înrudiți și se încrucișează într-o oarecare măsură acolo unde zonele lor se suprapun, în sud-vestul Franței și nord-estul Spaniei. Graurul unicolor nemigrator poate fi descendent dintr-o populație de S. vulgaris ancestrală care a supraviețuit într-un refugiu iberic în timpul unei ere glaciare.

### Specii
Două specii existente sunt recunoscute:
| Imagine | Denumire șiințifică | Denumire comună | Distribuție                                                                                               |
| ------- | ------------------- | --------------- | --- |
|         | Sturnus vulgaris    | Graur comun     | Arealul nativ este în Europa temperată și Asia de Vest                                                    |
|         | Sturnus unicolor    | Graur unicolor  | Peninsula Iberică, nord-vestul Africii, cea mai sudică a Franței și insulele Corsica, Sardinia și Sicilia |